# Dispersion (biologie)
Pour les articles homonymes, voir Dispersion.
Ne doit pas être confondu avec Distribution spatiale (écologie) ou Migration (écologie).

Certaines graines très légères se laissent emporter par le vent, parfois sur de grandes distances. Il s'agit souvent d'espèces pionnières.

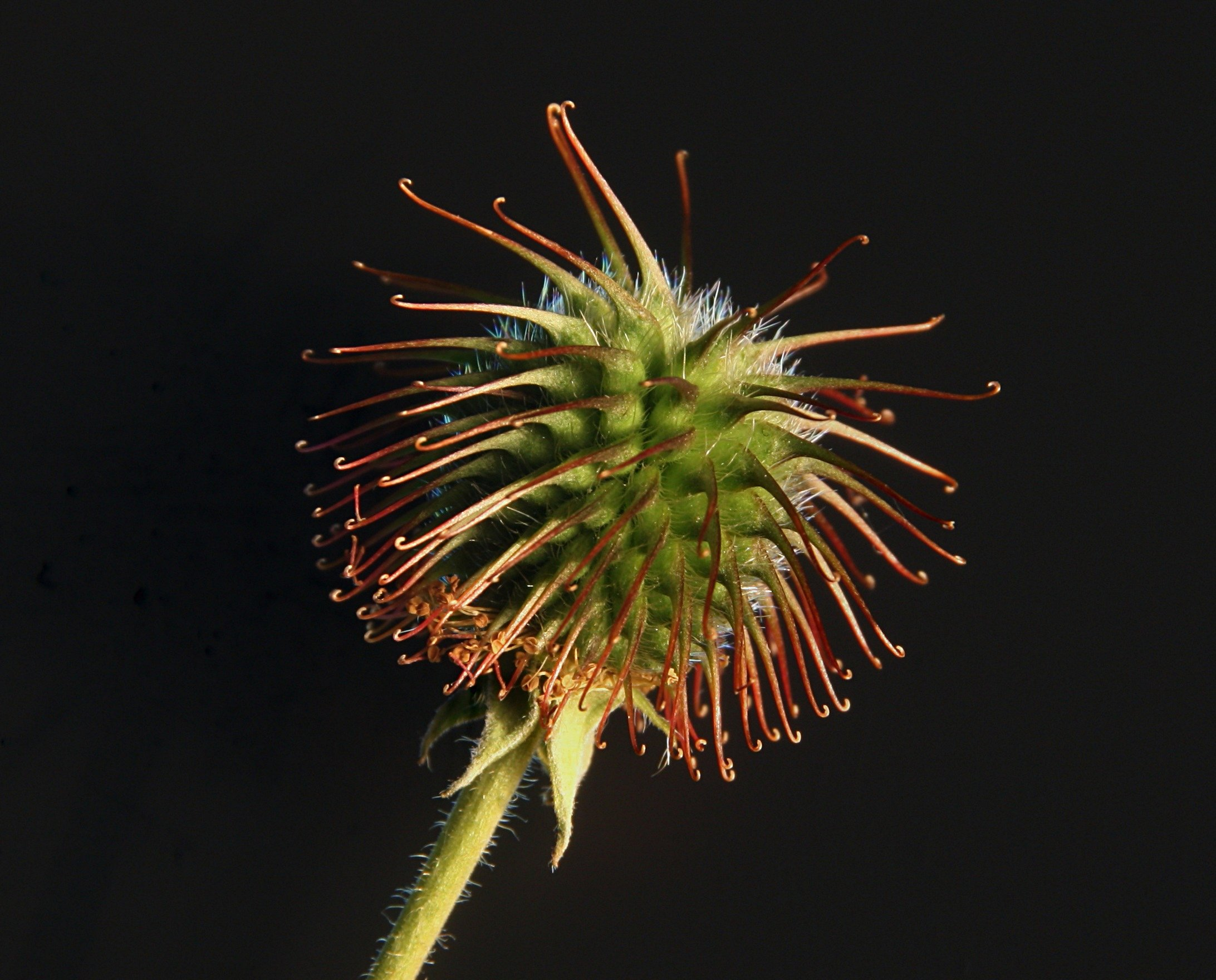
Beaucoup de graines ont une forme qui leur permet de s'accrocher aux poils ou plumes d’animaux et ainsi d'être transportées

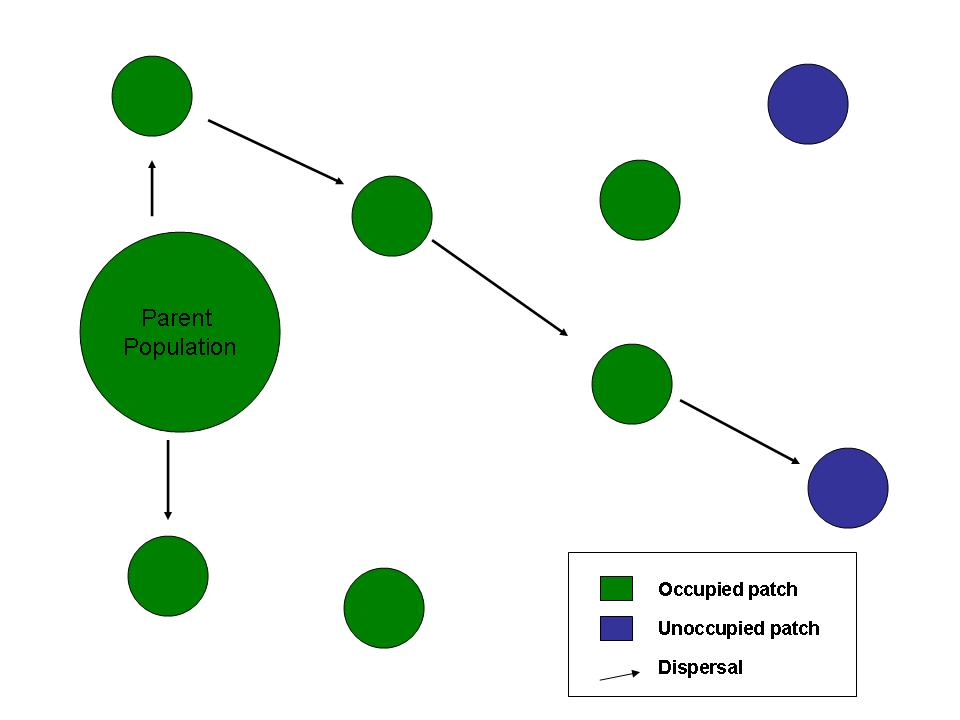
Représentation schématique d'une dispersion. Colonisation d'autres milieux (parcelles occupées ou inoccupées) à partir d'une parcelle parente.

En biologie et en écologie, la dispersion désigne de manière générale tous les processus par lesquels des êtres vivants, se séparant (ou étant séparés) géographiquement d'une population d'origine, colonisent (ou recolonisent) un nouveau territoire. Elle correspond aux mouvements d’individus, dans le temps et l’espace, et modifie les flux de gènes entre les populations (la population est définie comme un ensemble d’individus d’une même espèce et interagissant entre eux, à un endroit donné, et à un moment donné). Elle est ainsi fortement corrélée à la reproduction, la dispersion peut s’effectuer après la naissance et avant la première reproduction, ou entre deux événements de reproduction.
La dispersion se décompose en trois étapes, d’abord l’émigration (lorsque l’individu quitte son habitat d’origine), puis le transfert (le déplacement en lui-même), et enfin l’immigration (l’installation dans le nouvel habitat) ; et en deux modes (actif et passif). Elle optimise la fitness (ou valeur sélective) de l’individu et permet aux espèces de coloniser de nouveaux milieux qui peuvent être plus favorables à leur développement, cependant elle comporte des coûts plus ou moins importants (adaptation pour disperser plus loin, mortalité pendant le transfert, etc.).
Les notions d’échelles spatiales et temporelles sont importantes pour appréhender la dispersion, en effet ces échelles seront très différentes d’une espèce à l’autre. On considèrera dans cet article, le patch comme l’unité d’habitat, c’est-à-dire un élément du paysage constituant une unité écologique fonctionnelle, plus ou moins stable ou isolée, pour une certaine échelle temporelle et spatiale.Cette action se reproduira quand la plante repousera.

## Importance biologique
Les capacités de dispersion des espèces et de leurs propagules ont une grande importance pour la diversité génétique, l'adaptation, la résilience écologique, et la survie des populations (et des communautés). Ainsi, de manière générale, la dispersion favorise l'entretien de la biodiversité, notamment dans le contexte d'une crise climatique qui survient alors que les paysages sont de plus en plus écologiquement fragmentés. Les flux de gènes sont en effet plus ou moins contraints par des « barrières » naturelles ou artificielles limitant le déplacement des individus ou espèces, au point qu'une nouvelle discipline, la « génétique du
paysage » émerge.
La dispersion est susceptible d'influencer de manière déterminante la survie et le taux de reproduction individuel (les deux composantes de la fitness), elle est donc fortement soumise aux processus de sélection naturelle. Elle est par conséquent à l'origine de nombreuses adaptations, que celles-ci soient de nature morphologique ou comportementale, conduisant à la mise en place de « stratégies de dispersion ».
L'importance de ce processus est donc considérable pour ce qui est de la survie des populations et des communautés, ainsi que pour la biologie de l'évolution, puisqu’il est, avec la vicariance, à l'origine de phénomènes de spéciation.
Dans les domaines de la biologie des populations et de l'écologie du paysage, on parle de modèles de dispersion. La compréhension de ces processus est utile pour comprendre les répartitions des espèces ainsi que leur vulnérabilité face aux changements que leur habitat peut subir (isolement géographique, fragmentation).
En écoépidémiologie, la dispersion par des vecteurs animaux de certains pathogènes (virus de la grippe tel que H5N1 par les oiseaux par exemple) est un sujet d'intérêt. En écotoxicologie, la dispersion de polluants (notamment ceux susceptibles d'être bioconcentrés tels que les métaux lourds, le PCB, les dioxines, ou les radionucléides) a également une grande importance.

## Théories sur les causes de la dispersion

### Facteurs abiotiques
Les facteurs abiotiques, autrement dit les conditions de l’environnement (température, humidité, quantité de ressources, etc.), peuvent être la cause principale de la dispersion. La qualité d’un habitat pour un individu correspond notamment à la disponibilité en ressources dans cet habitat. En effet, la nourriture est généralement une ressource limitante pour la plupart des individus, il y a donc une corrélation négative entre la disponibilité alimentaire et le taux d'émigration (c'est-à-dire qu'on disperse plus quand les ressources diminuent). La taille des habitats potentiels d’un individu (i.e. des patchs) a aussi son importance dans la dispersion. Un petit patch subit davantage l’effet de lisière (qui favorise la stochasticité environnementale) et l’effet d’apparentement ; de plus, les densités de populations y sont souvent plus élevées contribuant ainsi à la dispersion. Donc, la taille des patchs est corrélée négativement avec le taux d'émigration - car la probabilité qu'un patch soit localisé (au hasard) par un individu qui disperse dépend de la taille du patch - il est ainsi relativement plus facile de trouver un grand patch plutôt qu'un petit dans l'environnement.
Il est également important de considérer la connectivité entre les patchs, elle influence les interactions entre les patchs du milieu considéré et est fortement corrélée à la notion d’isolement des patchs. Le degré d'isolement d'un patch correspond à sa distance avec les autres patchs, cela se répercute fortement sur  le coût de la dispersion car il peut y avoir augmentation des coûts de mouvement ou de celle du temps de voyage. La probabilité que l’individu disperse dépend de sa capacité à estimer l'isolement du patch. Plusieurs méthodes permettent d’évaluer cet isolement, comme les mouvements d'exploration, la perception d’indices indiquant un habitat approprié, ou le transfert d'informations entre les individus. Le degré de connectivité des patchs influence l’apparition de métapopulations : s'ils sont trop éloignés les populations n’interagiront pas suffisamment, s’ils sont trop proches elles seront assimilables à une seule population. Il en est de même pour les métacommunautés, mais la dispersion se fait alors entre plusieurs communautés (c’est-à-dire un ensemble d’individu d’espèces différentes interagissant dans un même lieu, au même moment).
Selon certains modèles théoriques, les variabilités temporelle et spatiale de la qualité de l'habitat sont une cause majeure de la dispersion. La qualité du patch peut varier dans le temps (variations entre des mauvaises et des bonnes années) et alors influencer la dispersion. Dans ce cas, la dispersion peut être considérée comme une stratégie de bet-hedging (stratégie de minimisation des risques) car elle réduit la variance de la fitness. L'hétérogénéité spatiale agit également sur la dispersion ; en effet, les patchs de meilleure qualité seront plus sujets à l’immigration des individus. Lorsque l’hétérogénéité est faible, les individus dispersent en moyenne plus loin afin de trouver un patch significativement meilleur. Cette théorie de la dispersion en fonction de la variabilité de la qualité de l'habitat a notamment été observée avec des salamandres Gyrinophilus porphyriticus. Il est important de souligner le fait qu’il existe une diversité des environnements (terrestres, aériens, marins, dulcicoles…), chacun possède des caractéristiques propres et conduit à des modes de dispersion différents. Par exemple, le milieu terrestre est souvent hétérogène et parsemé d'obstacles à la dispersion, tandis que les milieux aérien et aquatique sont plus homogènes et facilitent la dispersion par le biais des courants (vent, courants d'eau). Pour les milieux dulcicoles la dispersion se fait généralement de l'amont vers l'aval.

### Facteurs biotiques

#### Effets de la densité
La densité correspond au nombre d’individus présents dans un patch donné (i.e. l’unité d’habitat constituant une unité écologique fonctionnelle). Une densité élevée est synonyme de compétition : elle entraîne une baisse de la fitness individuelle (ou valeur sélective : survie et taux de reproduction) et constitue une force essentielle de la dispersion. Cette compétition se décompose en deux sous-ensembles, la compétition d'exploitation (la quantité de ressources disponibles par habitant diminue quand la densité augmente, ce qui favorise l'émigration - sauf en cas de milieu très riche) et la compétition d'interférence (les individus sont en concurrence directe pour l’accès aux ressources). Il y a donc une relation densité-dépendante positive entre la densité et la dispersion. Dans certains cas, cette relation peut être négative, c'est-à-dire que le taux de dispersion diminue pour de fortes densités. Cela est possible lorsque les avantages à vivre en groupe dépassent les coûts de la compétition (exemple : prédation diluée, facilitation dans la recherche de nourriture ou de partenaires), on parle alors d'effet Allee : la fitness individuelle augmente avec de fortes densités de populations. Il n’existe donc pas de relation linéaire simple entre la densité et la dispersion, plusieurs facteurs fonctionnent à des densités différentes.

#### Effets de l'apparentement
L'apparentement entre individus peut être un facteur déterminant pour déclencher la dispersion. En effet, la dispersion peut ainsi être sélectionnée pour éviter la consanguinité ou la compétition entre apparentés. La consanguinité est plus probable lorsque des individus apparentés restent groupés sur leur site d’origine, ils risquent de s’accoupler entre eux et donc de réduire leur succès reproducteur. La fitness est donc maximisée lorsque des individus quittent leur patch d’origine pour trouver des partenaires non apparentés ailleurs. La dispersion peut également être sélectionnée pour éviter la compétition entre apparentés ou « kin competition ». Comparée à la compétition intraspécifique, cette « kin competition » a des effets encore plus négatifs sur un individu car elle réduit sa fitness directe (celle propre à l’individu) mais aussi sa fitness indirecte (celle des apparentés).
Certains modèles ont montré que le taux de dispersion augmente avec la moyenne locale d'apparentement. D’autres modèles démontrent que la compétition entre apparentés peut être suffisante pour conduire à la dispersion des individus, comme celui de Bach et al. Dans ce modèle, il existe un coût lié à la dispersion qui engendre un taux de mortalité noté c. La stochasticité environnementale est représentée par des extinctions sporadiques spatio-temporelles des populations locales qui se produisent avec une probabilité notée e. Il y a découplage de la reproduction et de la compétition. Deux scénarios ont ainsi été réalisés : Scénario 1 : Après reproduction, une nouvelle génération subit la compétition locale avant de se disperser. Scénario 2 : Les individus dispersent après s'être reproduits et avant la compétition locale.
Dans le scénario 1, la dispersion ne peut pas éviter la « sib competition » (i.e. la compétition entre frères et sœurs, premier ordre de la « kin competition »), cependant ce scénario permet d'éviter la compétition entre apparentés transgénérationnels (i.e. la compétition entre parents et enfants, ordre supérieur de la « kin competition »). Au contraire, le scénario 2 permet aux juvéniles, frères et sœurs, de choisir entre émigrer ou rester (philopatrie), étant donné que la dispersion se produit avant la compétition densité-dépendante. Dans ce cas la « sib competition » est réduite, pour ceux qui dispersent comme pour ceux qui restent. La dispersion représentant un coût élevé, on peut la considérer comme de l'altruisme.
Les résultats obtenus avec ce modèle indiquent que les taux de dispersion les plus élevés apparaissent lorsque la « sib competition » peut être évitée (scénario II quand les coûts sont faibles). De plus, le risque d'extinction locale tend à favoriser la dispersion. Dans ce modèle, la « kin competition » transgénérationnelle ne semble pas affecter la dispersion.
Cependant, pour certains organismes, être apparentés et rester sur le même patch peut avoir un effet positif pour les individus via un comportement de coopération entre apparentés ; dans ce cas, la dispersion peut être contre-sélectionnée. En effet, d’après la théorie d’Hamilton, les individus privilégient les comportements de coopération avec les génétiquement les plus proches d’eux car en agissant de la sorte, ils favorisent la propagation de leurs propres gènes ; on parle alors de sélection de parentèle (ou « kin selection »). Ainsi, les individus apparentés coopérant doivent rester en contact ce qui tend à contre-sélectionner la dispersion.

#### Effets de la variabilité individuelle

##### Stades de développement
Les coûts de dispersion varient en fonction du stade de développement des individus (stade larvaire, juvénile, adulte), ainsi certaines classes d’âges ont tendance à disperser davantage et d’autres moins. Cette différence est facilement observable lorsque l’on étudie des organismes sessiles : la forme adulte est souvent fixée, ce sont donc les premiers stades qui dispersent (œufs, graines, larves, etc.). Lorsque l’on s’intéresse à des organismes mobiles, il est plus difficile d’identifier les variations de coûts de dispersion car tous les stades sont concernés. Les différentes classes d'âge sont susceptibles d'être affectées à des degrés divers selon les pressions qui agissent sur la dispersion, comme la compétition pour l’acquisition des ressources (les plus jeunes sont souvent de moins bons compétiteurs) ou le risque de consanguinité (favorisant la dispersion des juvéniles).

##### Taille
De manière générale, les individus de plus grande taille sont plus compétiteurs : cela constitue une pression sur les petits individus qui devraient donc avoir tendance à disperser davantage. Cependant, ceux qui dispersent ne sont pas toujours les moins compétitifs de la population, chez plusieurs espèces ce sont les grands individus qui quittent leur patch. En fait, ces individus possèdent de plus grandes réserves qui leur permettent d’entreprendre la dispersion malgré ses coûts importants, les petits individus n’ont pas l’énergie nécessaire et restent dans leur patch d’origine.

##### Sex-ratio
La dispersion peut être biaisée en faveur d’un sexe lorsque le sex-ratio est déséquilibré, la compétition intrasexuelle (c'est-à-dire au sein du même sexe) mène alors à un succès d'accouplement qui varie dans l'espace. Par exemple, si le patch contient moins de femelles, alors le taux de dispersion des mâles sera plus important, ils augmentent leurs probabilités de trouver un partenaire en changeant de patch. Le sex-ratio d’un patch peut aussi résulter de plusieurs facteurs : pendant le transfert, un des sexes peut être plus sensible à l'environnement et donc posséder un risque de mortalité plus élevé, cela reflète les différences de pressions évolutives qui s’exercent sur chaque sexe lors de la dispersion. En général, la dispersion des mammifères tend à être mâle-biaisée (ce sont les mâles qui quittent le patch), et celle des oiseaux femelles-biaisée (le mâle garde son territoire d’une année sur l’autre, ce sont les femelles qui dispersent).

## Influence sur les métapopulations

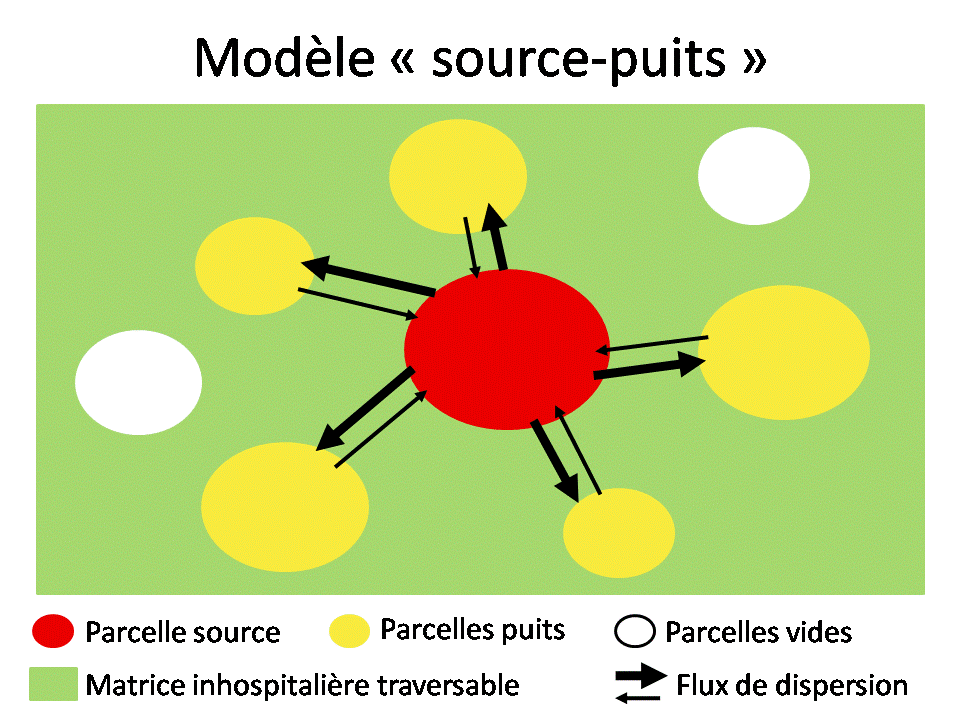
Modèle "Source-Puits"

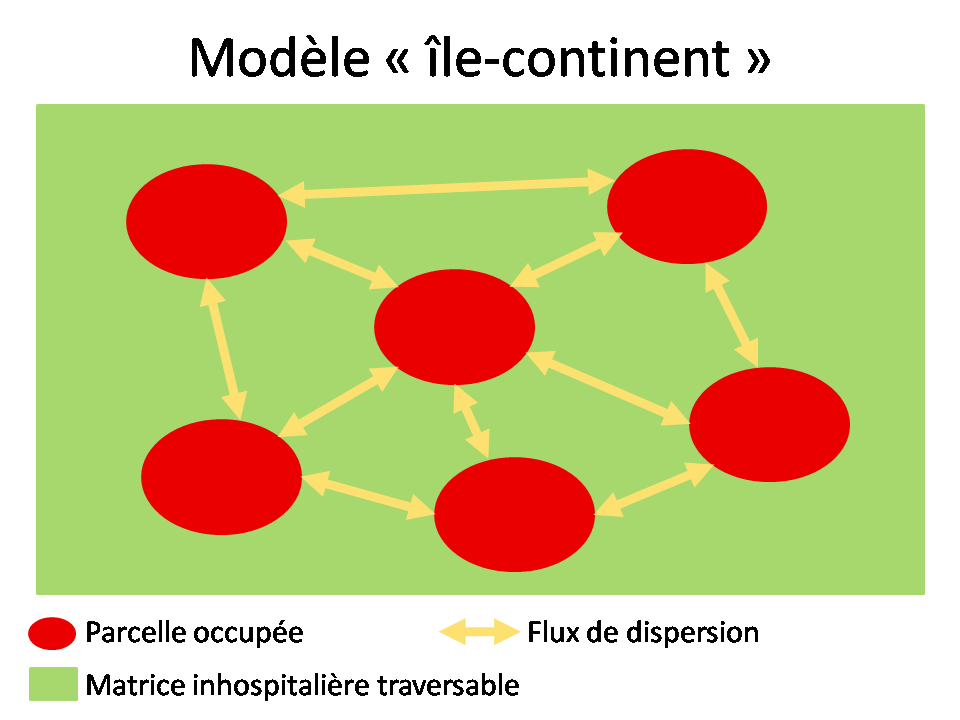
Modèle "Ile-Continent"

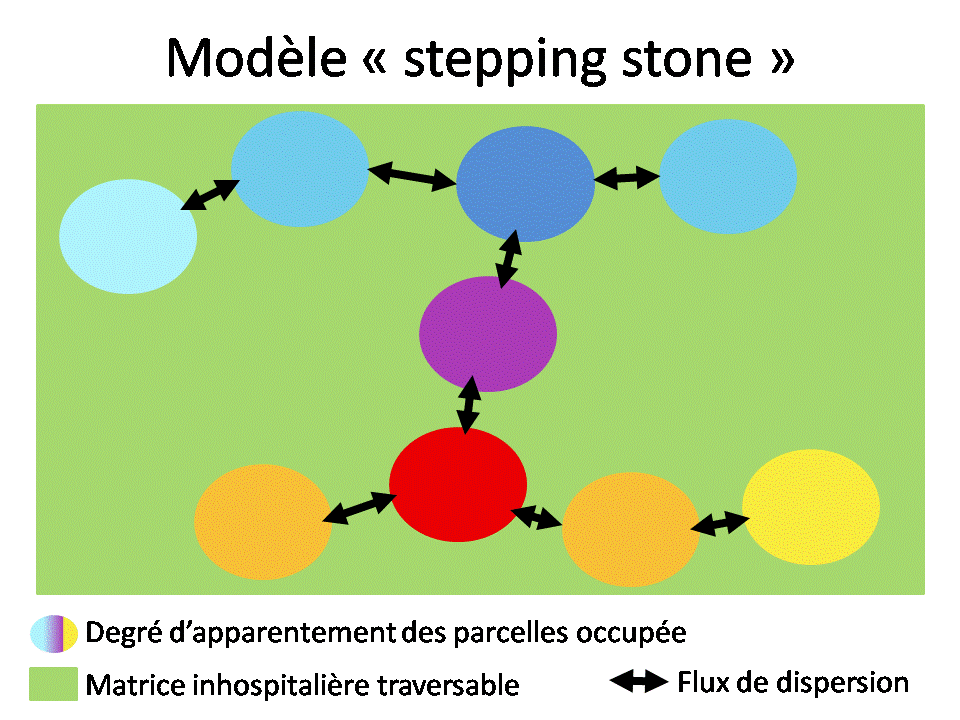
Modèle "Stepping Stone"

Comme nous l’avons vu précédemment, la variabilité du milieu et la connectivité entre les patchs jouent un rôle important dans l’apparition de métapopulations. Une métapopulation est un ensemble de populations reliées entre elles génétiquement et démographiquement par les individus qui dispersent. Cette dispersion dépend de plusieurs paramètres (direction, nombre de dispersants, densité des populations) qu’on peut regrouper afin de définir des modèles. Par exemple, le modèle « sources-puits » (H.R. Pulliam 1988) s’intéresse aux interactions entre deux types de populations (source et puits). Une population est dite source lorsque le nombre de naissances est supérieur à celui de morts, la compétition y est forte et conduit à de la dispersion. Les individus qui dispersent immigrent dans des populations appelées puits, où la dynamique de la population est négative (i.e. plus de morts que de naissances). Ces populations puits se maintiennent au cours du temps grâce à l’immigration des individus venant de la population source. Un autre modèle de métapopulation fréquemment utilisé est le modèle « île-continent » (R. Levins 1969). Dans ce modèle, les populations sont de tailles comparables et échangent toutes entre elles des flux d’individus, la métapopulation possède donc une forte connectivité. Dans le modèle « stepping stone », seules les populations directement voisines peuvent échanger des individus, il n’y a donc pas de dispersion avec les populations éloignées. Ainsi l’apparentement entre deux populations voisines est relativement fort et tend à défavoriser la dispersion (car il y a peu d’intérêts à changer de patch). Cependant, comme nous l’avons vu dans le paragraphe sur l’effet de l’apparentement, la « kin competition » favorise la dispersion ; aussi, dans le modèle « stepping stone »  il y a de la dispersion mais à un taux plus faible que dans le modèle « île-continent » où les populations proches ont plus de diversité génétique. Ces modèles sont également applicables à l’échelle de métacommunautés.
La plupart des populations ont une distribution inégale, ainsi la dispersion a des effets sur la dynamique des populations locale via l’apport ou la perte d’individus. En conséquence, les étapes d’émigration et d'immigration influencent les taux d'extinction (probabilité qu'une population s'éteigne) et de colonisation (probabilité que des individus s'installent avec succès dans un patch) dans un système de métapopulation. Les patchs vides sont plus sensibles à l'immigration et permettent de mesurer un taux de colonisation. Si le patch est occupé par une petite population, l’immigration peut diminuer le taux d'extinction de cette population, en effet, l’augmentation de sa densité permet une meilleure résistance face à la stochasticité démographique, on parle d' « effet sauvetage ». Par conséquent, la création de couloirs de dispersion entre des populations isolées réduit le taux d’extinction. Les différentes stratégies de dispersion peuvent influencer positivement ou négativement la densité de la population. Si l’immigration est densité-dépendante positive, les patchs de densité élevée recevront plus d'immigrants que ceux de faible densité : il y a donc augmentation du taux d'extinction des petites populations. On constate le phénomène inverse lorsqu'on a une immigration densité-dépendante négative. La dispersion peut donc avoir des effets stabilisateurs ou déstabilisateurs sur la dynamique de la population, on peut prévoir la stabilité du système en fonction de la densité et de la dispersion grâce à des modèles. Par exemple, on peut calculer le nombre de patchs occupés dans la métapopulation au cours du temps grâce au modèle de Richard Levins :
 {\displaystyle {\frac {dP}{dt}}=cP(1-P)-eP}
Avec :
P = nombre de patchs occupés
c = taux de colonisation
e = taux d’extinction
Le nombre de patchs occupés à l’équilibre :
 {\displaystyle P^{*}=1-{\frac {e}{c}}}
On peut faire plusieurs prédictions :
- la métapopulation persiste    {\displaystyle \textstyle {\frac {e}{c}}}   <1 (e = 0 quand tous les patchs sont occupés).
- P augmente avec la surface des patchs (car e diminue lorsque la taille des patchs augmente).
- P augmente lorsque la distance inter-patchs diminue (car c augmente).

## Modalités de la dispersion

### Types de dispersion
On distingue deux grandes catégories d'organismes selon leur mobilité : ceux qui sont sessiles (comme les plantes terrestres, les algues marines ou les coraux) qui ne peuvent échapper à des conditions défavorables de l'environnement que par une dispersion passive via des propagules (organes ou stade de dissémination), et ceux qui sont mobiles durant toute leur vie (comme la plupart des animaux) et qui disperse de façon active. De nombreuses espèces ne se dispersent pas au hasard. Certaines peuvent par exemple se faire transporter (à un stade graine, larve ou parasite) sur de longues distances via un animal plus mobile qu'elles. Le microbiote se déplace avec son hôte.

#### Dispersion passive
La dispersion passive est celle employée dans le cas des espèces dont les capacités de déplacement autonome sont nulles ou limitées : ce sont alors les forces extérieures qui les déplacent. Passive ne veut cependant pas dire entièrement subie, ainsi certains organismes ont évolué et développé des adaptations pour être transportés.
En milieu aérien, les graines peuvent prendre différentes formes aérodynamiques comme les samares des érables (ou des frênes et des ormes) ou les akènes à aigrettes du pissenlit, c'est alors une dispersion par anémochorie ; en opposition à la barochorie lorsque la graine tombe simplement par la gravité (et profite éventuellement d'une pente). Certaines plantes ont également développé des graines capables de s'accrocher à des animaux (zoochorie) permettant leur dispersion (substance collante ou piquante entourant la graine par exemple), c’est le cas des capitules de bardane, ou des graines qui sont déplacées après un transit à travers le système digestif d'un animal (endozoochorie). Les animaux légers tels que les insectes peuvent aussi bénéficier d'un transport facilité grâce au vent lorsqu'ils sont ailés, ou grâce à des techniques comme le « ballooning » pratiqué par beaucoup d'araignées qui utilisent leur toile pour faire prise au vent et se laisser porter dans les airs sur des distances plus ou moins longues.
De plus, les organismes peuvent être déplacés par le ruissellement ou les courants (hydrochorie), comme les larves ou les gamètes d'animaux marins sessiles, ou encore les propagules de Renouée du Japon ou de Balsamine de l'Himalaya. De nombreuses propagules (graines, œufs, larves) se font transporter par d'autres espèces. Ainsi les oiseaux peuvent involontairement aider certains invertébrés et certains poissons ou plantes aquatiques à coloniser des milieux apparemment isolés ou fragmentés.
Le milieu terrestre offre à la fois un support solide, qui permet très peu de dispersion passive (en dehors des pentes), ainsi qu'un support aérien, facilitant la dispersion des propagules animales et végétales. Le milieu aquatique, quant à lui, permet la dispersion d’organismes (tels que le plancton ou les larves) ou du matériel de reproduction (gamètes, spores, etc.) grâce aux courants d’eau. Ces procédés, combinés à des événements épisodiques (tels que les tempêtes) ou à long terme (comme les changements climatiques actuels), et à la synchronisation de la reproduction, peuvent augmenter considérablement les échelles de dispersion spatiales des organismes qui se limitent aux propagules.

#### Dispersion active: la vection
La vection ou dispersion active se distingue de la dissémination qui est un transport passif et sans réelle spécificité par un organisme disséminateur. 
La dispersion est considérée comme active lorsqu’elle implique une réelle spécificité de l'organisme disséminateur appelé vecteur. Cette forme de dispersion concerne essentiellement les animaux capables de mobilité, mais également les plantes et les champignons, ainsi que les microorganismes (bactéries, champignons unicellulaires), capables de disperser de proche en proche, par division simple (par projection de mycélium ou de stolons). La dispersion active s’effectue donc aussi bien sur de courtes distances comme sur des grandes, dans le but d’acquérir de nouvelles ressources, ou bien en fonction de la compétition inter ou intraspécifique du patch. Dans le cas des animaux non fixés, cette dispersion fait appel à une composante comportementale, avec un comportement plus aventureux ou explorateur de certains individus parfois, chez les rapaces par exemple.
Elle peut être le résultat de pressions environnementales, comme une densité de population trop élevée et une concurrence des ressources, un habitat trop restreint ou de mauvaise qualité, autant de contraintes qui exercent une pression de sélection sur les mécanismes de dispersion. Ce sont essentiellement des comportements orientés de marche, vol, nage, reptation, ou mécanisme provisoire de flottaison (ex chez les jeunes corbicules qui vivent habituellement dans le sédiment) qui permettent la dispersion active, mais de nombreuses espèces ou propagules sont également transportées par d'autres espèces, éventuellement à longue distance. C'est ainsi que les oiseaux et d'autres animaux se déplaçant d'une zone humide à l'autre ou le long de berges dispersent un nombre notable de propagules ou d'animaux adultes (ex : coquillage s'étant refermé sur l'un des doigts d'une patte d'oiseau et y est resté accroché, Anodonta cygnea dans un cas).

### Formes de dispersion

#### Dispersion spatiale et temporelle

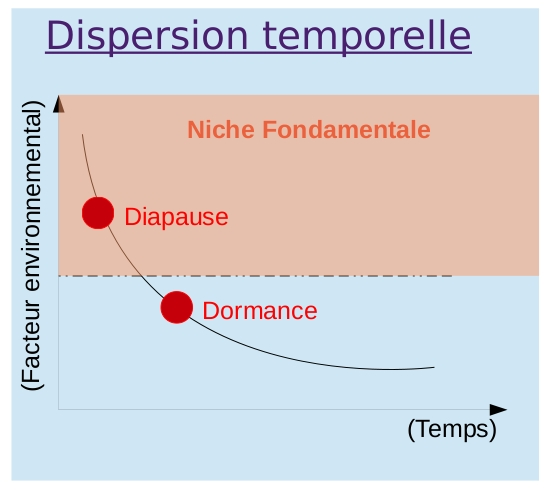
Dispersion temporelle

Jusqu’à présent, nous avons surtout traité de la dispersion spatiale des individus, correspondant à leurs déplacements horizontal et/ou vertical dans l'espace ;  cependant il est aussi important de considérer la  dispersion temporelle. Cette dernière s’effectue dans le temps, chez les organismes capable de diapause ou de dormance (graines, nématodes...).
La diapause est une dispersion temporelle sélectionnée lorsque les variations de l'environnement sont prédictibles (variations cycliques, par exemple changements de saisons des climats tempérés). L'individu qui utilise la diapause passe en vie ralentie avant d'atteindre la limite de sa niche fondamentale, autrement dit avant même que les conditions du milieu lui soient défavorables. C'est donc une dispersion préventive. 
La dormance est une dispersion temporelle conséquentielle (à la suite d'une modification de l'environnement), qui se produit lors de changements imprévisibles des conditions de l'environnement. L'individu passe la limite de sa niche fondamentale avant de se mettre en dormance, donc il passe en vie ralentie après que les conditions aient changé, il n’y a pas d’anticipation. Certaines graines ont des temps de dormance impressionnant allant jusqu'à 1700 ans. Certains œufs d'insectes utilisent des processus similaires.

#### Dispersion au cours de la vie
Le stade de développement propice à la dispersion diffère selon les organismes. On différencie la dispersion de reproduction, qui est le mouvement entre deux sites de reproduction, et la dispersion de naissance, correspondant au mouvement entre le site de  naissance et le site de première reproduction.
La dispersion natale désigne la distance normalement activement ou passivement parcourue durant les stades jeunes, parfois en dormance, des individus d'une espèce, entre leur site de « naissance » et leur premier site de reproduction. Cette distance peut être très importante (milliers de km chez certaines espèces de cétacés, anguille ou oiseaux migrateurs par exemple).
Ce mode de dispersion est employé par des animaux, et est notamment indispensable aux animaux sessiles au stade adulte, tous aquatiques et souvent marins, comme les spongiaires, les ectoproctes, certains cnidaires (formes polypes ou coralliennes, anémones de mer…), certains mollusques (bivalves) ou encore les tuniciers. Chez ceux-ci la dispersion natale peut être précédée d'une dispersion des gamètes puisque la fécondation chez certains de ces organismes se produit dans l'eau. Pour d'autres, comme les polypes (cnidaires), on peut observer une alternance des générations avec un bourgeonnement de formes libres (méduses). La dispersion natale est également nécessaire à certains plathelminthes, dont les stades larvaires (cercaires par exemple) doivent rechercher activement l'hôte indispensable pour boucler leur cycle de vie, ou également pour la dispersion via des milieux inhospitaliers (résistance à la dessiccation, etc.). L'exploration de l'habitat à la recherche du lieu de vie le plus favorable à la reproduction est un cas de dispersion natale, observée par exemple chez des oiseaux comme la mésange charbonnière ou le busard cendré, et qui améliore la valeur sélective des individus dispersant.
Chez les amphibiens, une première dispersion peut avoir lieu dans l'eau (faible en général dans le cas des eaux stagnantes), puis le jeune individu sort de l'eau et se disperse dans le paysage activement (et exceptionnellement passivement : emporté par une crue, un cours d'eau...).
De même l'anguille et certains poissons peuvent accomplir l'essentiel de leur dispersion dans l'eau, mais en sortir et ramper sur le sol pour trouver un point de reproduction ou un lieu de vie plus éloigné du cours d'eau qu'ils ont quitté (et inversement). De nuit, et parfois de jour, certaines espèces aquatiques sont même capables d'escalader des dizaines à centaines de mètres de parois verticales (Trois espèces de poissons et une espèce de crevettes à Hawaï le font, mais des "phénomènes" de ce type ont aussi été découverts en Islande, en Nouvelle-Zélande, en Thaïlande, au Venezuela au Japon et à Porto Rico. Ainsi à Hawaï, chaque année, en se servant de leur bouche et nageoires, et faisant une ventouse de leur face ventrale des milliers de petits gobies amphidromes des espèces Lentipes concolor, Awaous guamensis ou Sicyopterus stimpsoni escaladent lentement de hautes parois verticales humides pour gagner leur habitat. Si l'on rapporte à la taille de ces poissons (7 cm) la hauteur des parois (5000 fois la longueur de son corps) qu'il doit escalader, elle correspondrait à la hauteur de l'Everest pour un homme. Selon un spécialiste de ces espèces (Richard Blob, Université de Caroline du Sud à Clemson), tous les gobies disposent d'une sorte de ventouse ventrale qui leur permet de se fixer dans les zones de fort courant, mais la bouche de S. stimpsoni a évolué pour former une seconde ventouse qui l'aide à escalader des parois verticales. D'autres poissons disposent d'une puissante ventouse buccale (lamproie par exemple), mais A. guamensis en n'utilisant que la pseudo-ventouse qu'il forme avec ses nageoires pectorales et en se propulsant par petites avancées successives au moyen de puissants et rapides battements de queue "grimpe" 30 fois plus vite que S. stimpsoni. Chez ces espèces seul un petit pourcentage de la population arrive à destination. Ces migrations verticales pourraient avoir un intérêt en matière de sélection naturelle, en permettant aux individus qui arrivent à destination de trouver des zones dépourvues de leurs prédateurs habituels.
Chez certaines plantes, algues et champignons, le début de dispersion, souvent effectuée sous forme de spores ou de graines de toutes sortes, est fréquemment assuré par l'eau ou le vent, de manière passive. La dispersion par le vent et la zoochorie permet aussi d'éviter que les flux de gènes et de propagules soient toujours "descendants" vers la mer ou le bas des bassins-versants.

### Stratégies de recherche et indices de l’habitat
Les stratégies de recherche peuvent être de type aléatoire (à dominante passive) ou exploratoire (à dominante active). Une des approches consiste à modéliser le mouvement de l’individu comme un déplacement aléatoire : le chemin d'un organisme est décomposé selon la longueur et les angles de rotation de ses déplacements et permet d'accéder à sa vitesse de déplacement. Mais souvent la direction du premier mouvement influence souvent celle du prochain, il n’y aurait donc pas de déplacement totalement aléatoire.
Pendant le mouvement entre les parcelles, l'individu peut utiliser des indices pour identifier la direction et la proximité de l'habitat approprié ce qui peut réduire le temps de recherche et potentiellement augmenter le succès de la dispersion. Les systèmes de détection des indices peuvent fournir des informations sur la qualité d'une parcelle inconnue.
La capacité à détecter des signaux environnementaux (par exemple grâce à l’olfaction, la vision chez les animaux, ou l'humidité et la température pour les graines) varie entre les espèces, ainsi que le type de renseignements analysés. La gamme de perception d'un organisme, c'est-à-dire les indices qui peuvent être détectés et la distance à laquelle ils le sont, détermine l'importance de chaque indice dans les mouvements inter-patchs.
D’autres indices, non détectables à distance, ne pouvant être perçus qu'une fois le patch localisé, peuvent également être utilisés au moment de l'immigration. Une stratégie d'attraction de la même espèce peut être adaptative si les individus reçoivent des avantages directs à la présence de congénères, comme risque de prédation diluée par exemple. Au contraire, la présence de congénères peut générer des coûts à haute densité de population en cas de concurrence.

## Évolution de la dispersion
Comme on l'a vu plus haut, la dispersion est un processus important pour la survie des espèces et des populations. Le phénomène de vicariance est la séparation d'une population ancestrale en plusieurs populations à la suite d'un isolement génétique et ou géographique suffisamment long empêchant toute dispersion entre deux populations. Ces deux processus sont un moteur important de la spéciation (deux espèces nouvelles apparaissent à partir d'une même espèce ancestrale), il n’est donc pas étonnant que la dispersion évolue au cours du temps.

### Effets anthropiques
De nos jours, les activités humaines ont beaucoup d'impacts sur les populations notamment via la perte de l'habitat et sa fragmentation, mais aussi les changements climatiques globaux. Depuis l'essor des échanges mondiaux, on assiste également à une explosion du nombre d'espèces invasives (souvent à forte capacité de dispersion). Certains travaux tentent d'ailleurs de comprendre leur fonctionnement en observant des milieux défavorables à leur installation. Ainsi, les sociétés humaines permettent à certaines espèces d'augmenter notablement leur capacité mais surtout leur distance de dispersion alors qu'au contraire elles privent de nombreuses espèces de cette possibilité de disperser en rendant le milieu infranchissable. Comprendre la dispersion est donc au cœur de nombreux travaux notamment dans le domaine de la conservation, où des techniques, comme la restauration de la connectivité par des corridors écologiques ou des migrations assistées d'espèces, tentent de reconstruire des milieux propices à la survie des populations sur le long terme. Néanmoins les solutions proposées ne marchent pas toujours dans le sens attendu : les corridors peuvent en effet faciliter l'arrivée de nouveaux prédateurs pour des individus d'une population isolée et induire un effet négatif plutôt que bénéfique.

### Mise en évidence de l'évolution de la dispersion in vitro
Chez beaucoup d'individus on a un processus de dispersion au moins à un stade du cycle de vie. Pour certaines espèces, certains facteurs modifient la capacité à disperser au cours du temps. Il est difficile de mettre en évidence les traits à l'origine de l'émergence d'individus dispersant. Souvent, les individus dispersant possèdent des caractéristiques leur permettant d'effectuer une dispersion soit de plus grande ampleur, soit à moindre coût que les individus résidents.
Une étude réalisée sur Caenorhabditis elegans, un vers à cycle de vie court, est l'une des premières à simuler à courte échelle de temps et in vitro le processus d'évolution de la dispersion des individus dans des microcosmes hétérogènes. Les auteurs ont réalisé trois types d'expériences et constaté plusieurs phénomènes.
Premièrement, lorsque les extinctions sont fréquentes et aléatoires dans les patchs, il y a augmentation du taux des individus qui dispersent mieux. La sélection est par contre fortement favorable à un génotype plus fécond de C. elegans par rapport à un génotype avec un plus fort taux de dispersion dans des microcosmes où il n'y a qu'un type de nourriture dans tous les patchs. L'ajout d'un deuxième type de patch avec une nourriture différente n'a pas effet sur ce résultat, ce qui suggère que la dispersion entre patchs n'avait pas de coût ou d'avantage dans ce système particulier. La dispersion est susceptible d'être coûteuse dans la nature, ce qui diminue le taux de dispersion à l'ESS (stratégie évolutivement stable). Cependant, dans l'expérience, les microcosmes étaient des environnements favorables et la distance entre les parcelles était de petite taille (<2,5 cm).
Deuxièmement, en faisant varier la densité de ressources (fitness intrinsèque des patchs) plutôt que la fitness extrinsèque via des survies variables, on observe qu'il n'y a pas d'augmentation significative de la fréquence du génotype à forte capacité de dispersion. Une variation de la densité de ressources conduit à une modification dans le comportement des deux génotypes, il y a augmentation puis homogénéisation de leurs tendances à se déplacer entre les parcelles.
Enfin, si on a une forte différence de fitness entre les individus des différents patchs, on voit la propension à la dispersion augmenter dans la population.
Cette expérience illustre que lévolution rapide de la dispersion nécessite à la fois la présence de la variation génétique héréditaire pour les caractères qui affectent le comportement de dispersion, ainsi qu'une forte action de sélection sur ces traits. Par ailleurs on peut noter qu'on illustre ici un trade-off fréquent entre dispersion et reproduction (fécondité).

### Influence des gènes dans la mise en place d'adaptation à la dispersion
Dans beaucoup de populations naturelles, il existe un potentiel de dispersion pouvant changer avec l'environnement de l'individu. L'évolution de la dispersion peut s'observer à court terme en milieu naturel dans le cas de successions écologique, d'invasions biologiques, d'îles volcaniques ou encore de fragmentation de l'habitat.
Les espèces possèdent souvent une variabilité génétique conduisant à des adaptations pour la dispersion. Ainsi chez certaines espèces de coléoptères, les différentes formes de l'aile sont contrôlées par un gène unique comportant deux allèles. De même, la proportion d'individus macroptères (possédant de longues ailes servant à la dispersion) ou microptères (ailes courtes qui ne permettent pas la dispersion) dans des populations de grillon peut très vite varier dans les différentes populations en fonction de la densité en prédateur, de la stabilité de l'habitat ou de la taille de la population. Or la macroptérie est bien sous contrôle génétique.
Une expérience réalisée sur Arabidopsis thaliana a d'ailleurs permis de quantifier comment l'héritabilité de traits phénotypiques se traduisait dans l'héritabilité des stratégies de dispersion. Les auteurs ont également cherché à comprendre les facteurs affectant ces stratégies de dispersion en manipulant la densité de population. On trouve que la variabilité génétique pour la dispersion est en grande partie due à des variations environnementale et génétique exprimées de façon densité dépendante pour des traits maternelles affectant la dispersion. Par exemple, les résultats montrent que l'héritabilité de nombreux traits maternels pour la dispersion est plus forte lorsque les plantes poussent dans des conditions de densité faible. Dans des conditions de forte densité les plantes seront ainsi plus petites, auront moins de fruits et de branches et pourront de fait disperser moins loin.
D'autres plantes capables de produire des graines dispersantes ou non peuvent ajuster la proportion de ces différentes graines en fonction de leur environnement.

## Exemple: dispersion des amphibiens
Hormis quelques espèces, les amphibiens sont à la fois caractérisés par une grande spécificité d’habitat, une distribution en taches et une dépendance physiologique à un certain type de milieu humide. Leur dépendance à l'eau (au moins en phase œuf et larvaire) leur confère une capacités migratoire réputée limitée, et souvent dépendante de réseaux de ruisseaux, fossés, mares ou points d'eau temporaires, permettant une migration ou dispersion spatiotemporelle "en pas japonais" et non dans un corridor de dispersion qui serait une continuité physique (comme la rivière l'est pour les poissons). De plus, les larves sont particulièrement vulnérables à la prédation et à la dessiccation quand elles sortent de l'eau pour leur dispersion terrestre,,,, d'autant que leur déplacement est plutôt lent comparé à ceux des aux autres petits tétrapodes,. 

Une étude bibliographique (Smith & Green) (2005) ayant porté sur 166 articles scientifiques concernant la distance maximale parcourue par 90 espèces d’amphibiens, a conclu que ;
- 44 % des espèces ne dispersent pas plus de 400 m ;
- seules 5 % sont capables de montrer des distances de dispersion maximales supérieures à 10 km ;
- 94 % des distances maximales de dispersion des urodèles sont inférieures à 1 km dont 64 % ne dépassent pas 400 m. Seules 2 % des espèces montrent une dispersion maximale supérieure à 10 km ;
- des migrants occasionnels (individus aventuriers) connecteraient néanmoins les populations plus éloignées, séparées parfois de dizaines de kilomètres) ;
- Les amphibiens sont souvent très fidèles à leur site de ponte[23], qui est souvent le site où ils sont nés[19]. Ils se montrent souvent capables de retrouver leur site de ponte, même après avoir été déplacés à des distances significatives : « 38 % des 747 individus de tritons Taricha rivularis déplacés de 4 km sont retournés à leur site de ponte l’année même »[24]. Les suivis par capture-marquage-recapture ont permis de retrouver sur le même site d'une année la plupart des amphibiens qui y étaient l'année précédente[23].
- Dans un même paysage, différentes espèces d'amphibiens n'ont pas les mêmes capacités de dispersion. 
Les salamandres pléthodontidés sont particulièrement peu mobiles : elles sont génétiquement parmi les moins différenciées au sein du monde animal étudié de ce point de vue[25],[26],[27]
En montagne Ambystoma tigrinum melanostictum, Spear et al. 2005 semble se déplacer facilement alors que Mesotriton alpestris peine à entretenir sa diversité génétique, Pabijan & Babik 2006). En réalité, la situation est plus complexe, avec le constat d'un certain polymorphisme (probabilité d’homoplasie) et une hétérozygotie élevée associés à certains microsatellites (ex : des microsatellites à 58 et 71 allèles chez Mesotriton alpestris)[28],[29],[30] ; Deux espèces d'anoures coévoluant dans une même région présentent parfois des structures de populations très différentes (ex : flux de gènes plus important chez la grenouille rousse Rana temporaria que chez le crapaud commun Bufo bufo pourtant parfois capable de longs déplacements[31] ;
- Bien que ce soient des espèces à phase de vie larvaire aquatique, un cours d'eau de 5 à 7 mètres de large semble infranchissable par les salamandres rayées Plethodon cinereus alors que le triton japonais Hynobius nebulosus n'est pas gêné par le morcellement de son territoire par de nombreux petits cours d'eau[32] ;
- l'intensification de l'agriculture transforme des paysages autrefois favorables aux amphibiens en paysage défavorables. On a ainsi montré[33] que nombre d'amphibiens évitent les champs cultivés et les pâtures intensives (démontré chez le crapaud calamite Bufo calamita en milieu contrôlé[34] ;
- Le relief modèle aussi la génétique : les flux se font mieux dans les plaines[35], rendant les populations génétiquement et morphologiquement plus homogènes alors que les populations sont plus différentiées dans le haut des bassins versants[36],[37],[38],[39],[40]. Cependant en vallée alluviale les crues produisent des dispersions passives[41],[42], plantes[43], copépodes (Frisch et al. 2005), gastéropodes[44] ou encore larves d’insectes (Jackson et al. 1999) ou d'amphibiens (ex : têtards du crapaud alyte de Majorque ; Alytes muletensis sont-ils emportés par les crues[45], mais ces crues sont parfois suivies d'épisodes d'assèchement qui imposent un nouveau pattern de répartition à celles de ces espèces qui sont le plus dépendante de l'eau ;
- les bandes enherbées rivulaires ou la ripisylve formant corridor riparien favorisent, s'il est riche en pièces d'eau la reproduction mais aussi la migration des amphibiens[19], par exemple pour la salamandre à longs doigts Ambystoma macrodactylum le long de la Bull River[37] ;
- Les études de polymorphisme allozymique montrent que les amphibiens ont des populations génétiquement plus resserrées que la plupart des autres taxons animaux (parfois pour des populations séparées de quelques mètres seulement), avec aussi quelques exceptions ou preuves de mouvements se faisant plus loin que ce que l'on croyait possible[46], conduisant parfois à des flux de gènes élevés dans certaines populations ou espèces[36],[47],[48],[38]. La différenciation génétique peut donc être trouvée à l’échelle de quelques dizaines de mètres (ex : chez deux populations de Plethodon cinereus distantes de seulement 200 m[49] à quelques centaines de kilomètres (ex pour Mesotriton alpestris séparées par 349 km[38]. Des données plus précises sont attendues d'études basées sur des locus microsatellites.
- Un effet fondateur doit être pris en compte, par exemple pour les populations locales issues d'un même refuge glaciaire. Dans ce cas, il est normal de trouver une faible diversité génétique et peu de différenciation entre populations[38] ;
- Sauf dans quelques cas[50],[47],[51],[52],[53],[54],[55], les chercheurs ont étudié de petites sous-populations (de pléthodontidés par ex Cabe et al. 2007; Noël et al. 2007; White et al. 2000) et rarement des métapopulations ; le fonctionnement global et à long terme de ces dernières est mal connu[56], mais un constat partagé est celui de la régression rapide des amphibiens sur toute la planète depuis la fin du XXe siècle[57],[58].